# Pfarrkirche Sallingberg

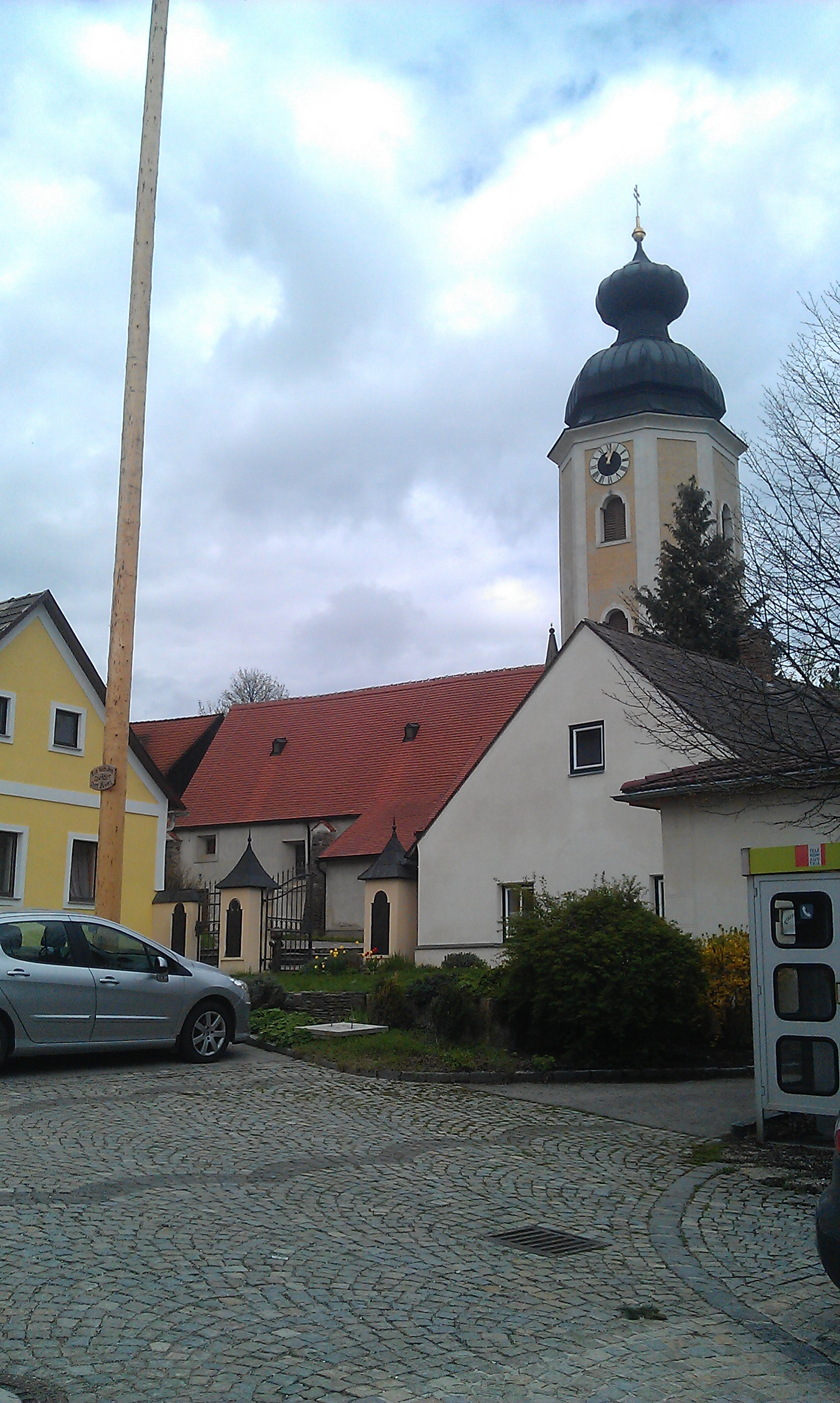
Katholische Pfarrkirche hl. Johannes der Täufer in Sallingberg

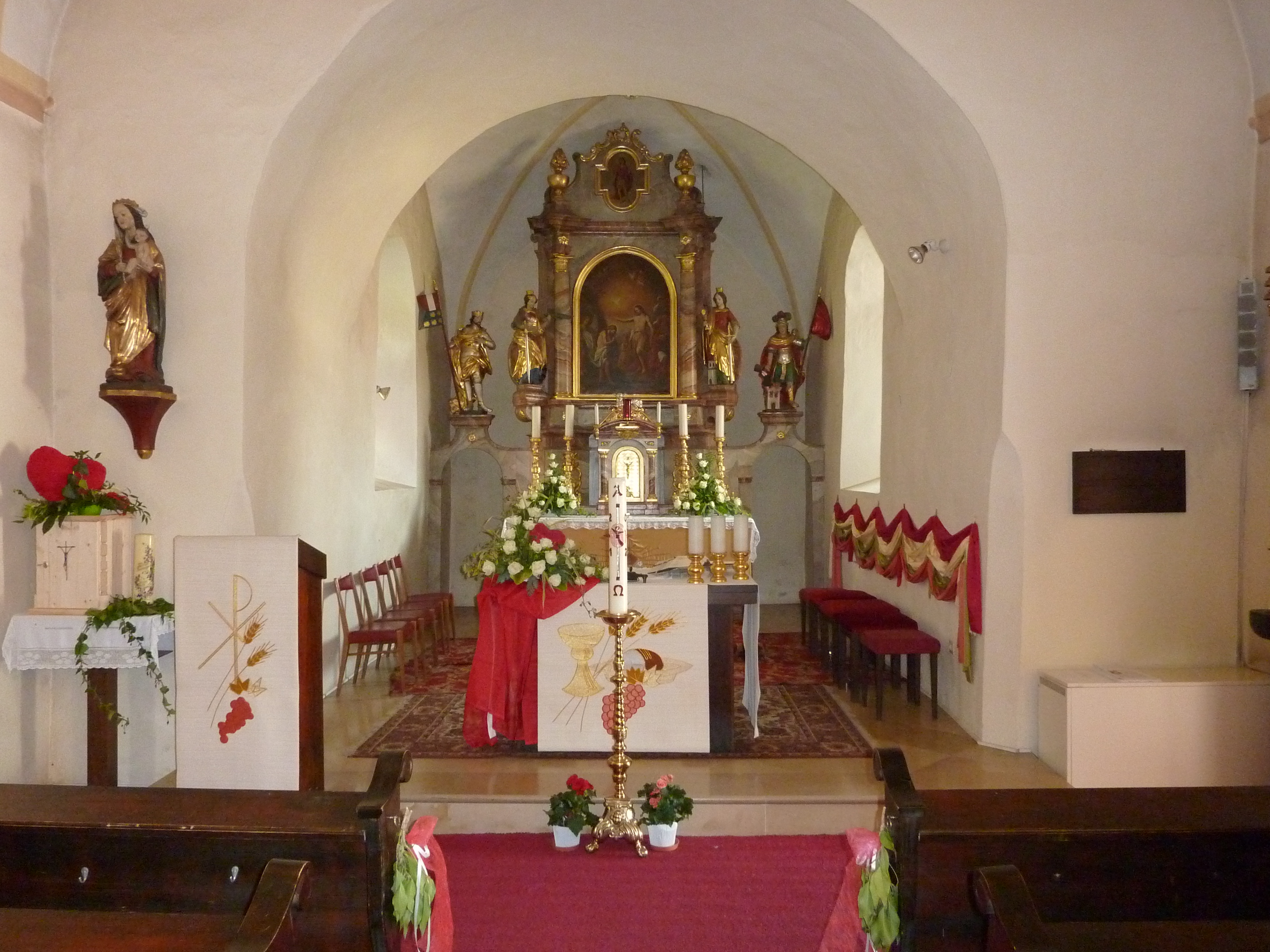
Chor, Blick zum Hochaltar

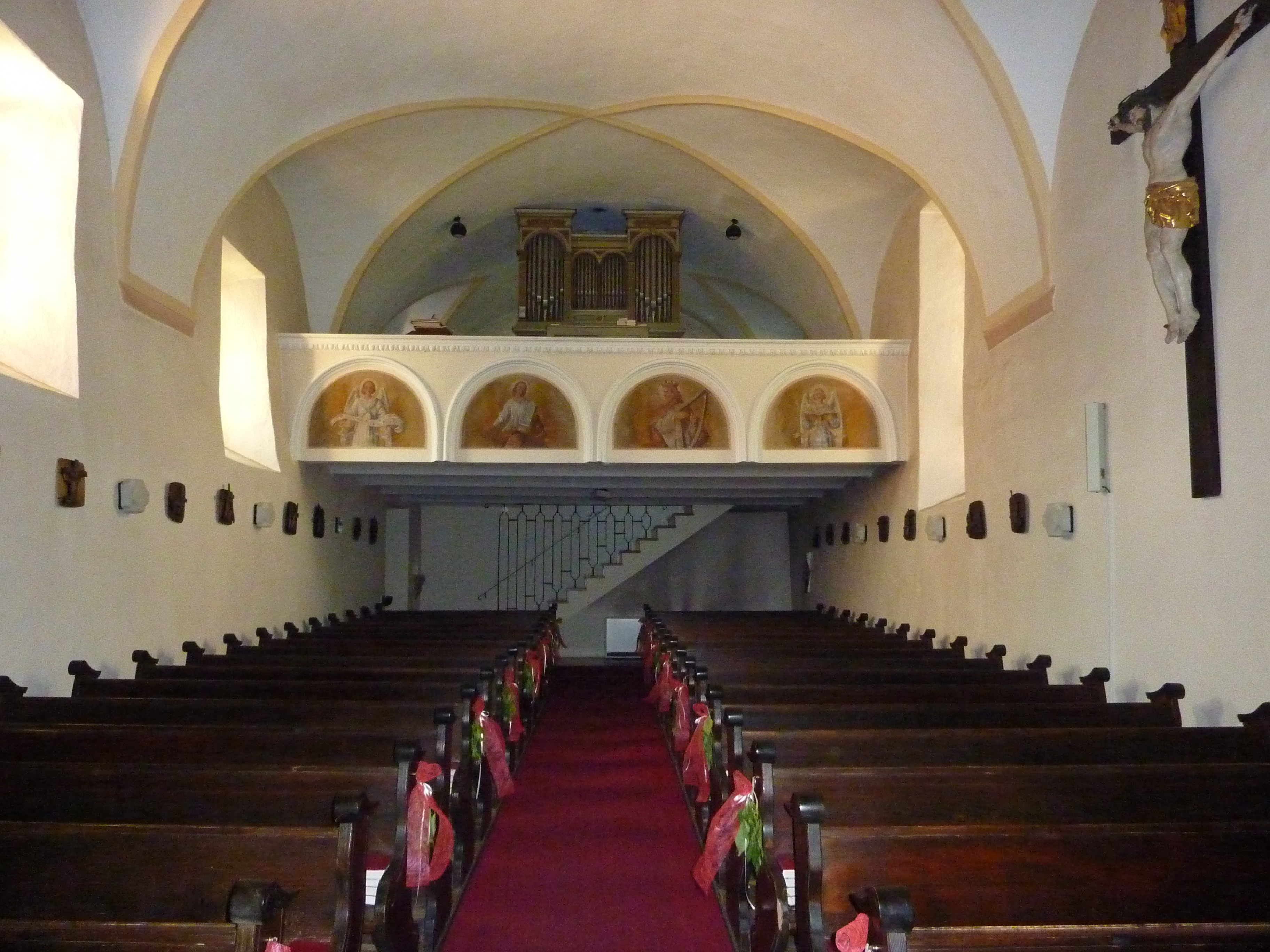
Langhaus, Blick zur Empore

Die römisch-katholische Pfarrkirche Sallingberg steht auf einer Anhöhe im Norden der Ortschaft der Marktgemeinde Sallingberg im Bezirk Zwettl in Niederösterreich. Die dem Patrozinium des Heiligen Johannes der Täufer unterstellte Pfarrkirche gehört zum Dekanat Zwettl in der Diözese St. Pölten. Die Kirche steht unter Denkmalschutz (Listeneintrag).

## Geschichte
Urkundlich 1269 dem Kloster Imbach gestiftet wurde die Pfarre vor 1344 gegründet. Nach der Aufhebung 1782 vom Kloster Imbach ab 1816 dem Stift Göttweig inkorporiert.
Die romanische Chorturmkirche mit einem barocken Turm wurde 1820 nach Westen erweitert. 1882 und 1903 waren Renovierungen. 1952 war eine Restaurierung, 1978 innen.

## Architektur
Das Kirchenäußere zeigt einen viergeschoßigen Chorturm über einen quadratischen Unterbau und einem achteckigen barocken Turmaufbau von 1764 mit Obelisk-Aufsätzen, einer Stuckbandgliederung und abgesetzten Rundbogenfenstern, der Glockenhelm entstand 1766, im Osten hat der Turm ein kleines romanisches Rundbogenfenster in einer Trichterlaibung, im Norden und Osten je ein barockes erweitertes Rundbogenfenster von 1752. Das romanische Langhaus zeigt stark angeböschte Mauern mehrfach durch Renovierungen verändert, das Langhaus wurde 1820 um ca. 6 m erweitert und hat drei Strebepfeiler von 1879. Die südliche Vorhalle und der anschließende etwas niedrigere Sakristeianbau und eine schmale rechteckige nördliche Seitenkapelle entstanden 1751/1752.
Das Kircheninnere zeigt einen Saalraum mit einem rundbogigen Triumphbogen und einem leicht eingezogenen quadratischen Chor unter barocken Kreuzgratgewölben. Die Westempore mit rundbogigen Blendnischen zeigt in Feldern Wandmalereien von 1903 mit hl. Cäcilia, König David und Engel. Die Glasmalerei entstand 1956. Die rechteckige Nordkapelle hat ein zweijochiges Kreuzgratgewölbe und ist mit einem Rundbogen zum Langhaus geöffnet. Die Sakristei ist tonnengewölbt.

## Einrichtung
Der spätbarocke Hochaltar aus dem zweiten Viertel des 18. Jahrhunderts hat einen einachsigen Säulenaufbau und Opfergangsportale, er zeigt das Altarblatt Taufe Christi von Franz Maierhofer 1882 und das Oberbild hl. Michael, er trägt die barocken Seitenfiguren der Heiligen Leopold, Katharina, Barbara und Florian.
Der frühgotische polygonale Taufstein mit unregelmäßigem Sockel entstand im Anfang des 14. Jahrhunderts. Das Weihwasserbecken ist spätgotisch. Eine spätgotische Madonnenfigur entstand um 1510.
Die Orgel baute Franz Capek 1905. Eine Glocke nennt 1603.

## Grabdenkmäler
Außen
- Figürlicher barocker Grabstein 1753.